# Synnympha
Synnympha is een geslacht van vlinders uit de familie mineermotten (Gracillariidae).
Het geslacht omvat volgende soorten:
- Synnympha diluviata Meyrick, 1915
- Synnympha perfrenis Meyrick, 1920